# Microlobius foetidus
Genre
Espèce
Microlobius foetidus est une espèce de plantes à fleurs dicotylédones de la famille des Fabaceae, sous-famille des Mimosoideae, originaire d'Amérique. C'est l'unique espèce acceptée du genre Microlobius (genre monotypique).

## Taxinomie

### Synonymes
Selon The Plant List (9 octobre 2018) :
- Acacia foetida (Jacq.) Kunth
- Goldmania foetida (Jacq.) Standl.
- Goldmania platycarpa Micheli
- Inga foetida (Jacq.) Willd.
- Microlobius foetidus subsp. foetidus
- Microlobius mimosoides C.Presl
- Mimosa foetida Jacq.
- Piptadenia foetida (Jacq.) Benth.
- Piptadenia paraguensis (Benth.) Lindm.

### Liste des sous-espèces
Selon The Plant List (9 octobre 2018) :
- Microlobius foetidus subsp. paraguensis (Benth.) M.Sousa & G.Andrade